# (349606) Fleurance
(349606) Fleurance est un astéroïde de la ceinture principale.

## Description
(349606) Fleurance est un astéroïde de la ceinture principale. Il fut découvert le 26 octobre 2008 à Vicques par Michel Ory. Il présente une orbite caractérisée par un demi-grand axe de 2,46 UA, une excentricité de 0,16 et une inclinaison de 3,5° par rapport à l'écliptique.
Il est nommé d'après la ville de Fleurance dans le Gers.